# M/S Anemos
M/S Anemos (tidigare M/S Rosella) är en kryssningsfärja som tidigare trafikerade linjen Kapellskär–Mariehamn för Viking Line. Färjan är byggd 1980 vid Wärtsiläs Åbovarv. Anemos har kapacitet för 1700 passagerare och 340 personbilar.

## Historia
Ursprungligen trafikerade Rosella sträckan Stockholm–Mariehamn–Åbo, för en kort tid tillsammans med systerfartyget M/S Turella. Mellan åren 1993 och 2003 trafikerade Rosella rutten Stockholm–Mariehamn som kryssningsfartyg och gick då under artistnamnet Dancing Queen. År 2003 bytte hon plats med M/S Cinderella och tog över dennas rutt mellan Helsingfors och Tallinn.
Sedan 2008 trafikerar Rosella rutten Kapellskär–Mariehamn, ursprungligen som en tillfällig ersättare för M/S Ålandsfärjan i väntan på det för linjen anpassade nybygget M/S Viking ADCC. Efter att leveransen av Viking ADCC försenats bröt Viking Line kontraktet med varvet och rederiet som var nöjda med Rosella på linjen behöll henne i trafik där.
Efter sjösättningen har M/S Rosella renoverats tre gånger, 1993, 2000 och 2010. Bland annat har det inretts hytter på däck fyra, ett område som tidigare bestått av lastutrymme. 2010 togs majoriteten av hytterna på däck sex och sju bort till förmån för mer passagerarutrymmen.  
8 december 2022 sålde Viking Line fartyget till Aegean Sea Lines och sista trafikdatum med Viking Line var den 8 januari 2023.
17 januari 2023 meddelar Viking Line i ett pressmeddelande att fartyget har lämnats över till Aaegan Sea Lines. Senare under dagen halades den åländska flaggan, därefter hissades den grekiska flaggan i aktern tillsammans med den grekiska nationalsången.

## Incidenter
Den 19 januari 2009 tvingades Rosella kasta ankar i Korrviken utanför Mariehamn på grund av vatten i hjälpmotorernas bränsle. Då man efter en stund fick igång maskinerna igen visade det sig att man ankrat upp på och skadat en av Ålcoms internetkablar.
Den 22 juli 2013 rasade det hängande bildäcket ner ett par meter när bilar körde av färjan i Mariehamn.

## Däckplan
1. Maskinrum
2. Maskinrum, verkstäder
3. Bildäck
4. Hytter
5. Bar, Café, Info, taxfree
6. Bar andra våningen, Cafeteria, Restauranger, lekrum
7. Akterdäck, Personalutrymmen,
8. Konferensrum
9. Kommandobrygga

## Galleri

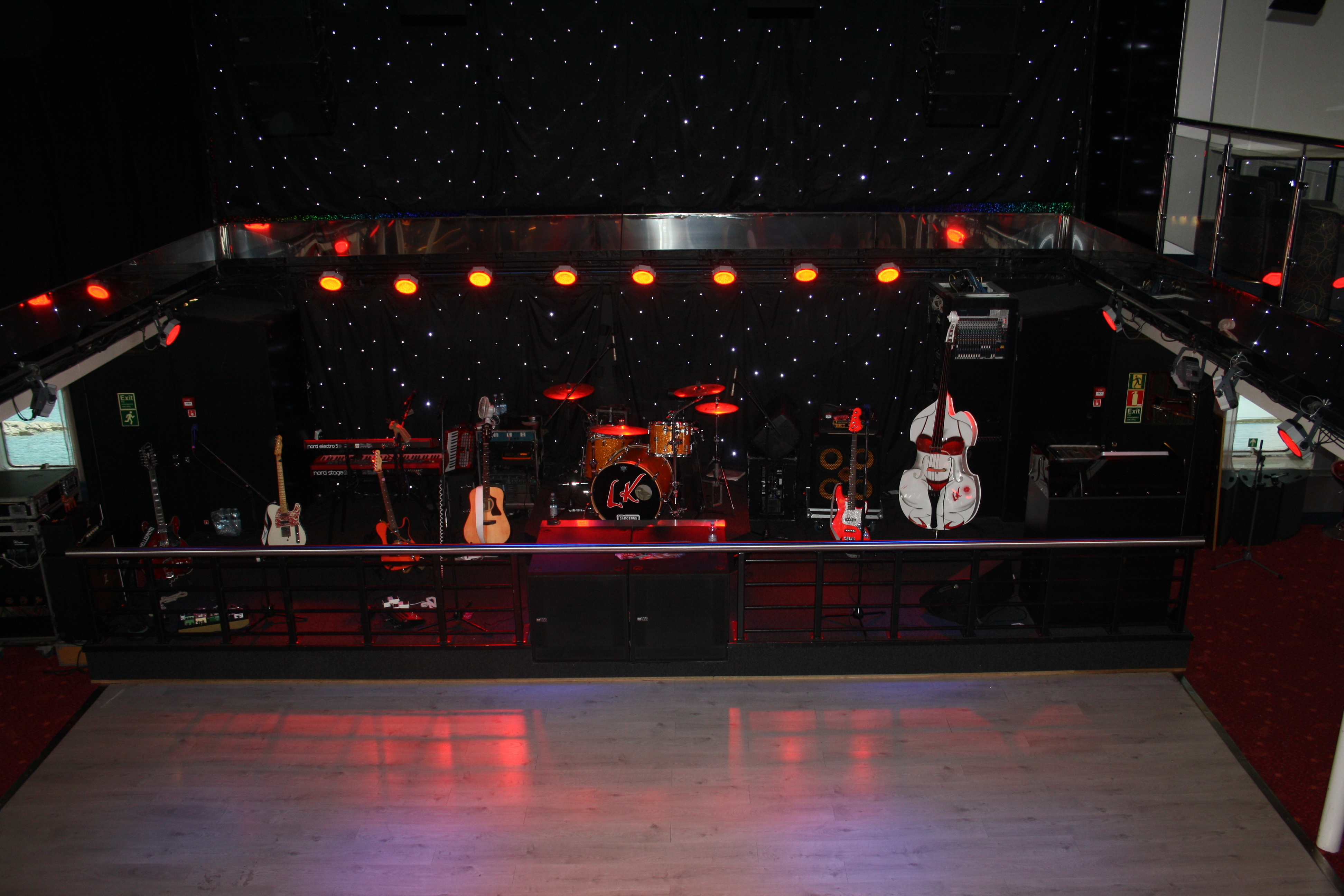
Dansbaren på Rosella
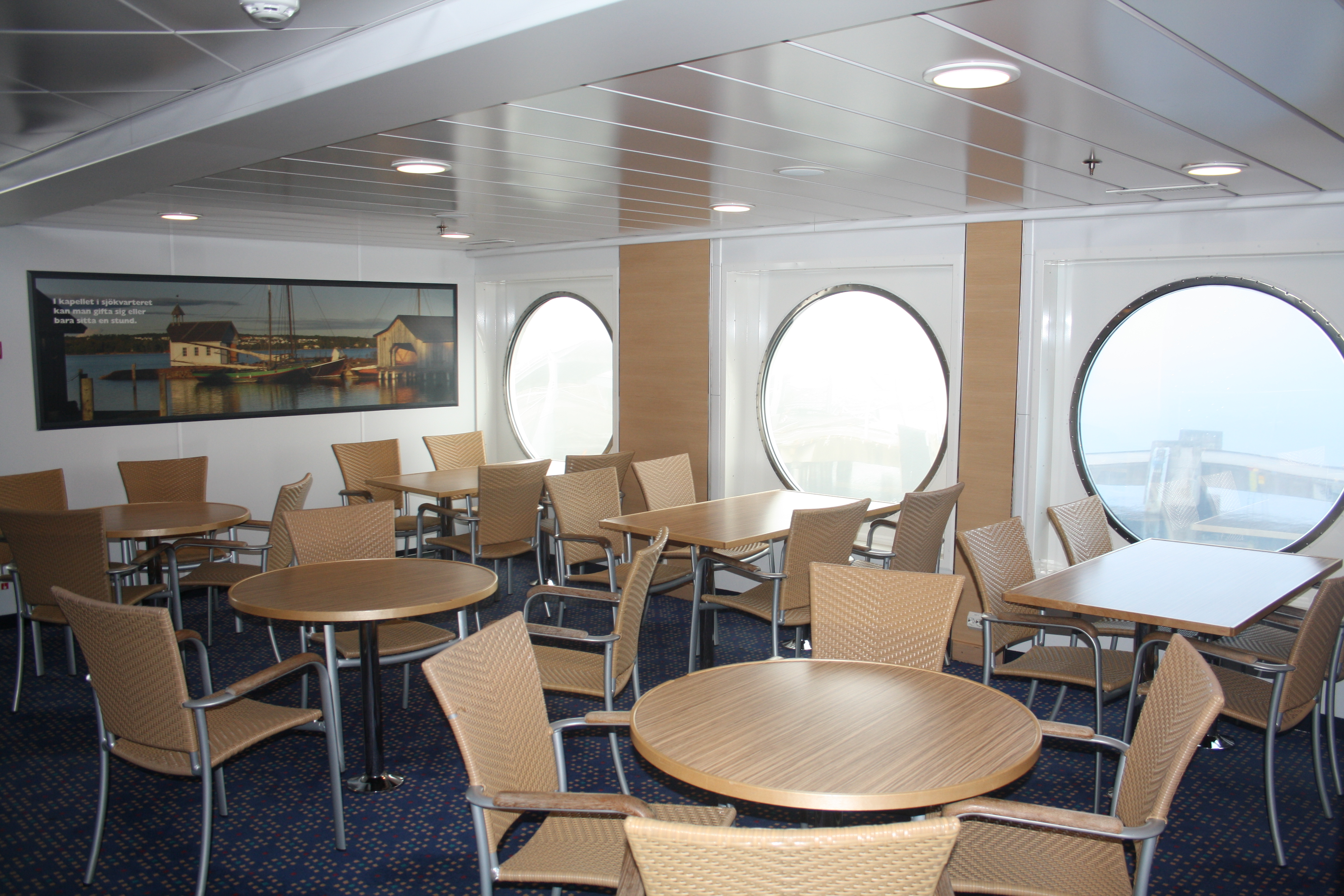
Caféet på Rosella
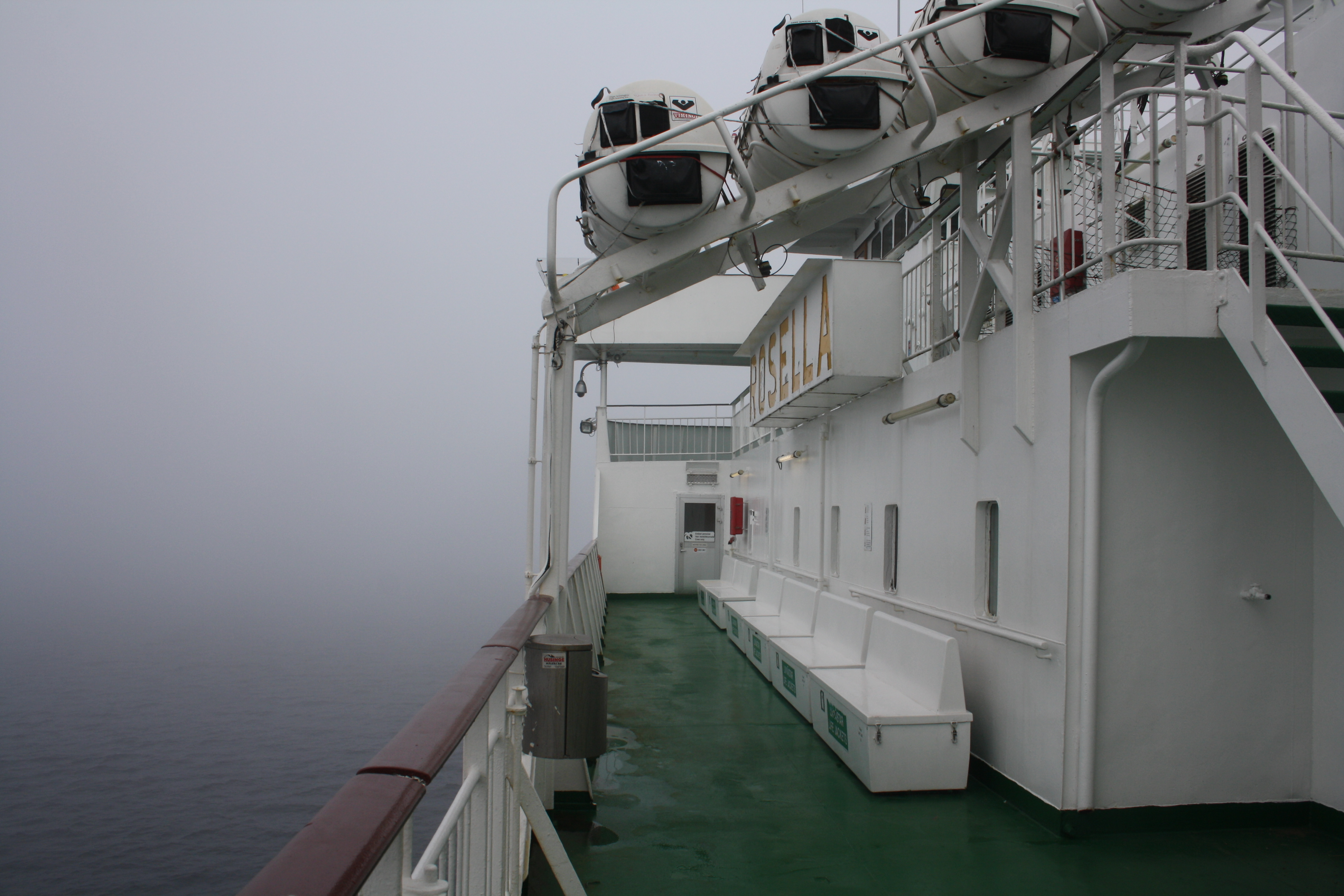
Ytterdäck på Rosella
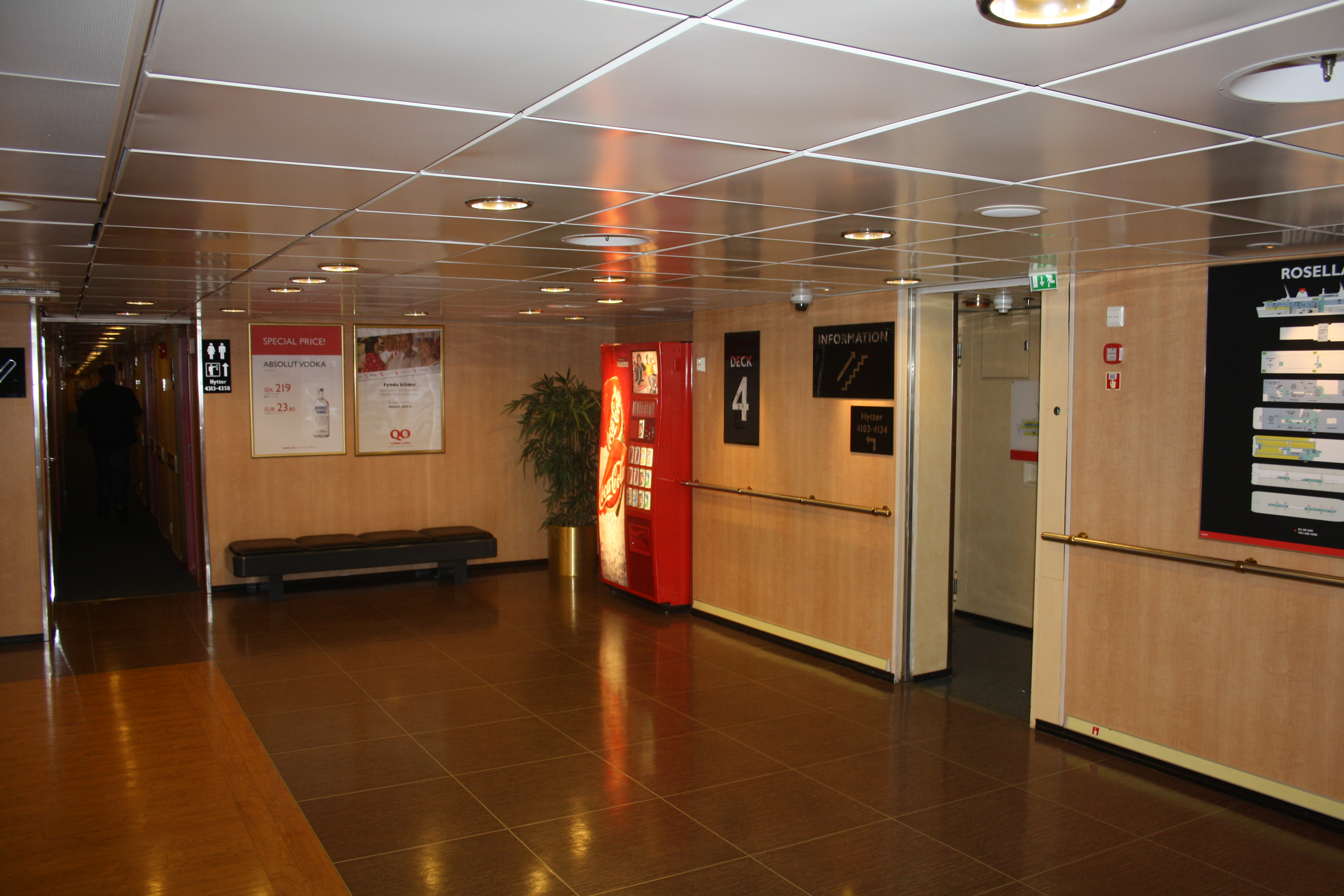
Aula på Rosella
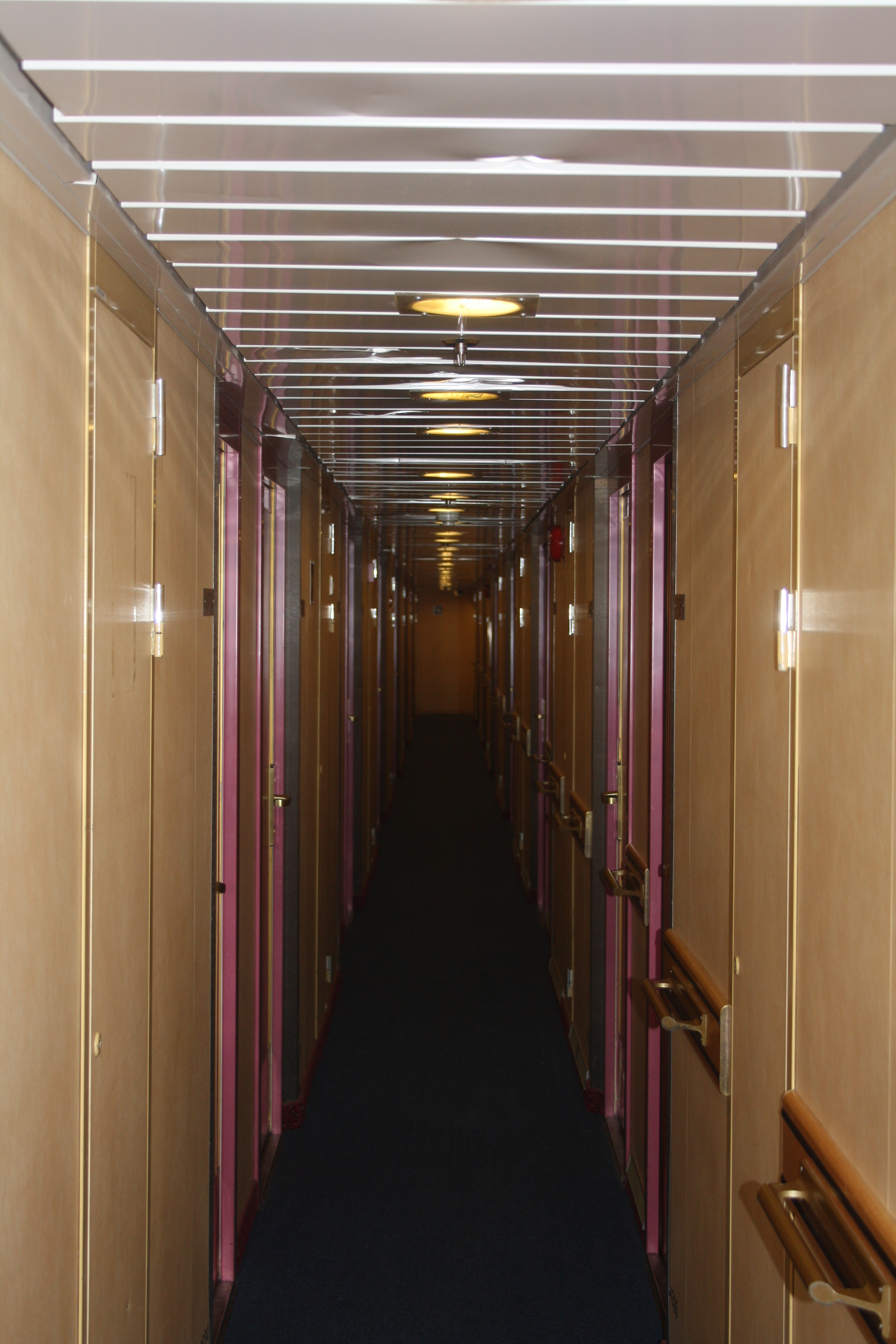
En hyttkorridor på Rosella